# Promachus leoninus
Promachus leoninus är en tvåvingeart som beskrevs av Friedrich Hermann Loew 1848. Promachus leoninus ingår i släktet Promachus och familjen rovflugor. Inga underarter finns listade i Catalogue of Life.